# Trametes
Trametes é um gênero de fungos, distinguível por seu basidiocarpo pileado, sistemas de hifas di ou trimíticos, suaves esporos não dextrinóides, e um himênio, geralmente sem um cistídio verdadeiro. O gênero tem grande distribuição e contém cerca de 50 espécies. Foi circunscrito por Elias Magnus Fries em 1836.
Os fungos Trametes são alimento para lagartas de certas espcies de Lepidoptera, principalmente mariposas-fungo (Tineidae), como Triaxomera parasitella.

## Biotecnologia
Muitas espécies de Trametes so estudadas para aplicaçes biotecnológicas de suas enzimas degradadoras de lignina (particularmente lacase e peroxidase de manganês ) em ciências analíticas, industriais ou ambientais.

## Espécies selecionadas
- Trametes gibbosa - suporte lumpy
- Trametes hirsuta - Suporte peludo
- Trametes nivosa
- Trametes pubescens
- Trametes versicolor - cauda de peru